# 라울 지로도
라울 지로도(프랑스어: Raoul Giraudo; 1932년 5월 19일, 프로방스-알프-코트 다쥐르 지방 엑-상-프로방스 ~ 1995년 10월 26일, 푸아투-샤랑트 지방 세리제)는 프랑스의 전 축구 수비수이다. 그는 스타드 랭스에서 활약한 것으로 잘 알려져 있는데, 그는 랭스 소속으로 1956년과 1959년에 두 차례 유러피언컵 결승전에 올랐다.